# Matyáš Lerch
Matyáš Lerch   (Milínov, 20 de febrer de 1860 - Sušice, 3 d'agost de 1922) va ser un matemàtic txec, especialitzat en anàlisi matemàtica i teoria de nombres.

## Vida i Obra
Lerch va estudiar matemàtiques a la universitat de Praga entre 1880 i 1884. Va continuar els seus estudis el bienni 1884-1885 a la universitat de Berlín amb els mestres Weierstrass, Kronecker i Fuchs. El 1886 va ser nomenat professor associat a la Universitat Tècnica Txeca de Praga, an va ser successivament assistent d'Eduard Weyr (fins al 1888) i de Gabriel Blažek.
El 1896, va ser nomenat professor titular de la Universitat de Friburg (Suïssa). De nou després de deu anys, el 1906, va tornar al seu país en ser nomenat professor titular a la Universitat Tècnica Txeca de Brno. En fundar-se la universitat Masaryk de Brno el 1920, Lerch va esdevenir el primer professor de matemàtiques d'aquesta universitat.
Malauradament, el seu treball aquí va ser de curta durada, ja que va morir només dos anys després, el 1922, als 62 anys.
Lerch és recordat per la formulació de la funció gamma de Lerch:
{\displaystyle \prod \limits _{n=0}^{\infty }={\frac {\sqrt {2\pi }}{\Gamma (x)}}}
que està relacionada amb la funció zeta de Hurwitz. En general, Lerch va contribuir a la teoria de la funció Gamma, descobrint-ne nombroses noves propietats i les relacions amb altres entitats.